# آدرنومدولین
آدرنومدولین (انگلیسی: Adrenomedullin) یک هورمون پپتیدی است. این پروتئین از عوامل رشد نیز می‌باشد. این هورمون ابتدا از غده فوق کلیوی در تومور فئوکروموسیتوم بدست آمده است.